# Logistyka miejska
Logistyka miejska – skupia się przede wszystkim na planowaniu, koordynowaniu i kontrolowaniu procesów, odbywających się w obrębie danego miasta, obejmujących przemieszczanie osób, przepływy fizyczne dóbr (surowców, półproduktów, towarów, odpadów itp.) oraz informacji z nimi związanych w sposób optymalizujący koszty, minimalizujący kongestię i podnoszący jakość życia mieszkańców.
Logistyka miejska jest newralgicznym obszarem poszukiwania rozwiązań innowacyjnych z uwagi na dużą koncentrację jej procesów na obszarach zurbanizowanych i zakłócenia, jakie ona powoduje w życiu miast. Innowacje polegają na tworzeniu ładu przestrzennego w zakresie operacji logistycznych (np. tworzenie ośrodków konsolidacji towarów), stosowaniu zaawansowanych technik śledzenia ładunków i zarządzania na odległość ich dostawami, optymalizacji w czasie wykonywania operacji logistycznych (np. nieuciążliwe dostawy nocne specjalnym cichym taborem).
Logistyka miejska definiowana jest także jako proces optymalizacji czynności przedsiębiorstw w zakresie transportu i logistyki na obszarach miejskich, który jest wspomagany przez najnowocześniejsze systemy informacyjne, uwzględniając środowisko transportowe, bezpieczeństwo i oszczędne zużywanie energii w ramach gospodarki rynkowej. Dodatkowo może również obejmować publiczne terminale logistyczne, podziemne systemy transportu, kooperacyjne systemy transportu towarów, kontrolę ładunków i nowoczesne systemy informacyjne – Intelligent Transport Systems (ITS).

## Historia
Początek logistyki miejskiej datuje się na XX wiek, kiedy to zaczęły powstawać wielkie aglomeracje miejskie i metropolie. Lokalizacja jednych miast wiązała się z odkryciem złóż surowcowych, a lokalizacja innych uwarunkowana była zaspokajaniem określonych potrzeb ludności. Rozwój miast wiązał się z napływem ludności wiejskiej. Efektem tego był rozwój zakładów produkcyjnych i instytucji publicznych, co wymagało od strony władz miejskich stosowania zasad zarządzania logistycznego.
Na początku XXI wieku powstał nurt społeczny, który skupił swoje działania na rozwiązaniu problemów związanych z zarządzaniem obszarem miejskim, będącym jednocześnie miejscem zatrudnienia, zamieszkania, wypoczynku, handlu i korzystania z dóbr kultury, musi mieć oprócz ekonomicznego także swój wymiar społeczny i ekologiczny. Te właśnie działania zapoczątkowały powstanie logistyki miejskiej.

## Przedmiot logistyki miejskiej
Przedmiotem praktycznych rozwiązań logistycznych w aglomeracji miejskiej są:
- zaopatrzenie miast w gaz ziemny, energię elektryczną i wodę,
- organizacja transportu dostawczego, transportu pasażerów obszarów miejskich i podmiejskich,
- organizacja sieci telekomunikacyjnej na terenie miasta,
- problematyka wywozu i utylizacji odpadów komunalnych w tym oczyszczania ścieków,
- kształtowanie transportowych powiązań aglomeracji z systemem logistycznym makroregionu.

Wszystkie powyższe działania mają za zadanie podwyższyć jakość życia ludności zamieszkującej aglomeracje i poprawić warunki funkcjonowania przedsiębiorców na ich terenie, przy jednoczesnej eliminacji zbędnych przewozów, skracaniu czasu transportu, ograniczaniu zapasów oraz obniżaniu wszystkich cen realizowanych usług.

## Transport i sieć logistyczna
Transport w logistyce miejskiej dzieli się na trzy kategorie:
- transport samochodowy (autobusowy, trolejbusowy i indywidualny),
- transport szynowy (tramwajowy, kolejowy),
- przesyłowy (wodociągi, gazociągi, kanalizacja),
- w niektórych przypadkach (wyspach) transport wodny.

Na strukturę sieci logistycznej w aglomeracji miejskiej składa się:
- kształtowanie układu dróg poszczególnych gałęzi transportu (ulic, tras przelotowych, obwodnic, dróg o znaczeniu ponadregionalnym, torowisk, magistral wodociągowych, gazociągowych, ciepłowniczych, kanalizacyjnych)
- lokalizacji węzłów i punktów transportowych w mieście (przystanków komunikacji miejskiej, dworców, portów, centrów usług logistycznych, parkingów, zajezdni, lotnisk),
- lokalizacji zakładów produkcyjnych, hurtowni, gazowni, wodociągowych, ciepłowni, elektrowni, wysypisk odpadów, oczyszczalni ścieków,
- lokalizacji nowych osiedli mieszkaniowych, centrów handlowych, sklepów, szpitali, obiektów kulturalnych i sportowych, hoteli i ośrodków rekreacyjnych.